# Уади ел-Натрун
Уади ел Натрун (на арабски: وادي النطرون) е криптодепресия в крайната североизточна част на Либийската пустиня, на територията на Египет, разположена на 80 km на запад-северозапад от столицата Кайро и западно от делтата на река Нил. Простира се от запад-северозапад на изток-югоизток на протежение около 40 km, ширина от 3 до 8 km, с площ около 80 km². Дъното на падината се намира на -24 m под морското равнище. Заема тектонска пукнатина, допълнително удълбана от речната ерозия и дефлацията. В падината се намират над десетина малки солени езера, водата на които съдържа редкия минерал натрон (Na2CO310H2O). За транспортиране на суровината е прокарана жп линия от Кайро.